# Gabriel Mezei
Gabriel „Gabi” Mezei (n. 31 martie 1921, Abrud) este un chitarist și clarinetist de jazz din România.
Născut într-o familie de muzicieni, face studii particulare.
Membru al orchestrei „Electrecord” (anii 1950) condusă de Teodor Cosma și al orchestrelor de la restaurantele „Zissu” și „Mon Jardin”.
Face turnee în țară și în străinătate.
Este considerat „cel mai bun acompaniator român de stil clasic având un ritm riguros, precis ce degajează un puternic swing”